# 無柵放養式展示
無柵放養式展示（むさくほうようしきてんじ）または、無柵放養方式、ハーゲンベック方式、パノラマ展示とは、カール・ハーゲンベックが開園したドイツのハーゲンベック動物園が始めた新しい展示方法。従来の檻や柵などの遮蔽物を使用した展示ではなく、生物を直接観賞出来るようにした展示のこと。堀（モート）を使用したモート式展示などがある。
日本で最初に使用したのは、大阪のみさき公園である。

## 主な無柵放養式展示の例
- 多摩動物公園